# St. Antonius von Padua (Hainhofen)

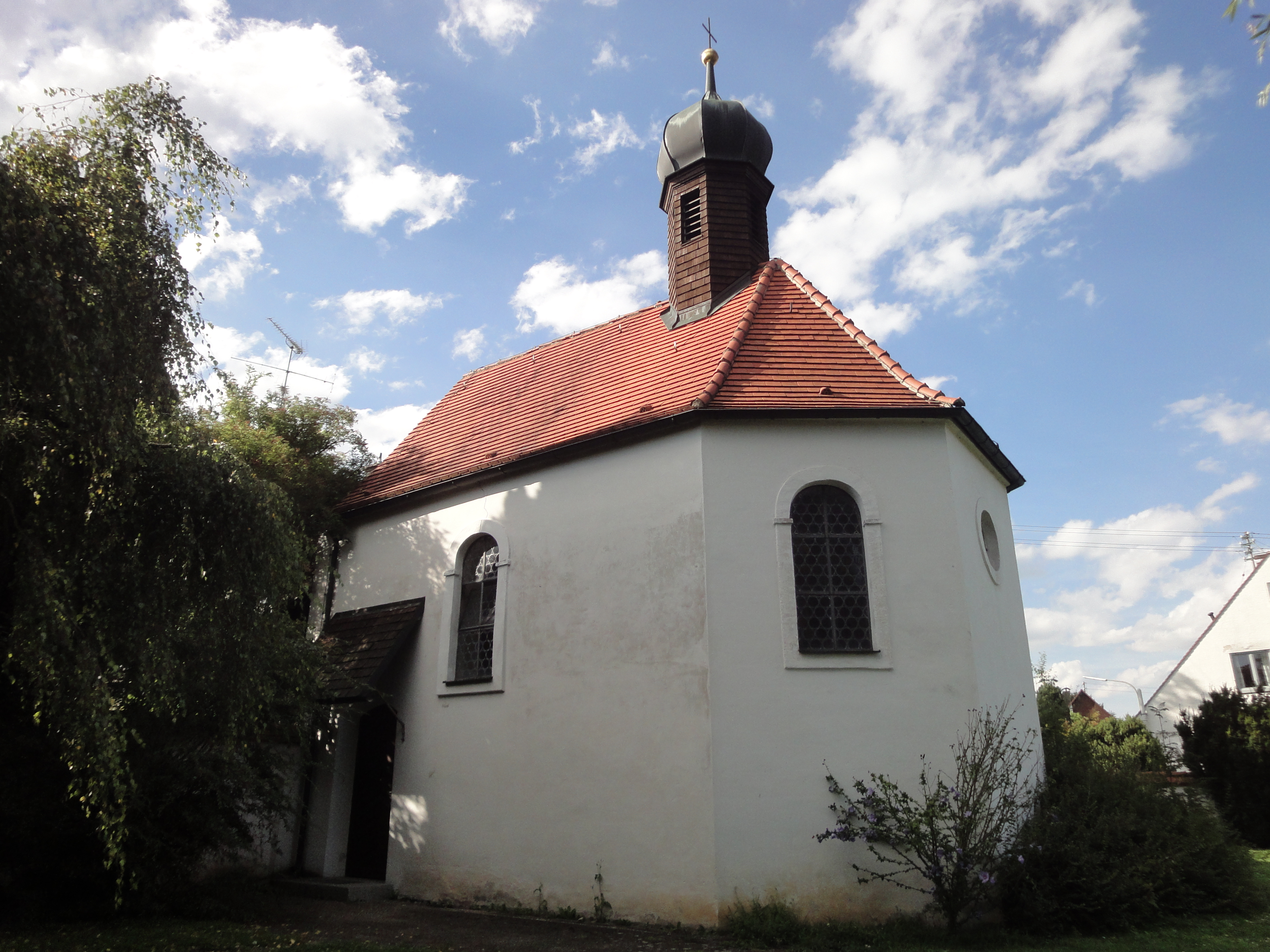
Kapelle St. Antonius von Padua in Hainhofen

Die katholische Kapelle St. Antonius von Padua in Hainhofen, einem Stadtteil von Neusäß im Landkreis Augsburg im bayerischen Regierungsbezirk Schwaben, wurde Ende des 16. Jahrhunderts errichtet. Die Kapelle ist ein geschütztes Baudenkmal. Die dem heiligen Antonius von Padua geweihte Kapelle liegt an der Schlipsheimer Straße 14a.

## Beschreibung
Der Saalbau mit dreiseitigem Schluss wurde unter Anton Fugger erbaut. Der Raum wird von einer Stichkappentonne gedeckt. Der Dachreiter mit Zwiebelhaube stammt aus dem 19. Jahrhundert.

## Ausstattung
Der Altar von 1725/30 besitzt Figuren mit der Darstellung des heiligen Antonius von Padua und des heiligen Antonius des Großen. Ein Gemälde aus dem Jahr 1724 mit den Sieben Zufluchten stammt vom Augsburger Akademiedirektor Johann Rieger. Ein Holzkruzifix über Totenkopf und Schlange wird Anfang des 18. Jahrhunderts datiert.